# Toyota MR2
El Toyota MR2 es un automóvil deportivo de dos puertas con motor central-trasero montado transversalmente y de tracción trasera, producido por el fabricante japonés Toyota de 1984 a 2007.

## Primera generación (1984-1989)

### Desarrollo del proyecto
Procedía de un proyecto de 1976 con objeto de sustituir al Sports 800. Evolucionó hasta volverse más deportivo, obteniendo como resultado las siglas que vienen de "Mid Engine" (Motor Central), Rear wheel drive (tracción trasera), 2 seater (biplaza). Complementaba por debajo al Celica y al Supra en la gama de deportivos del fabricante.
Con el motor en posición central-trasera, fue el primer vehículo con esta disposición mecánica fabricado en serie en Japón, recibiendo el prestigioso título de Coche del Año de ese país en 1984 y 1985. Esta particular arquitectura tenía ventajas en la conducción, ya que se reducían las inercias en las curvas, disminuyendo las tendencias subviradoras y sobreviradoras. Este aspecto beneficiaba su agilidad, aunque no acompañara un buen reparto de pesos de 42% delante y 58% detrás, en este caso.

### Presentación
El prototipo original del MR2 de primera generación se presentó en el Salón del Automóvil de Tokio en octubre de 1983 como "SV-3", cuyo lema era: "Un coche de consumo eficiente para entusiastas, que sea conducido por personas que disfruten de la conducción sin necesidad de preocuparse de normativas o la escasez de combustible". Posteriormente, comenzó a fabricarse el modelo «zenki» (“inicial”) en Japón durante la primavera de 1984. designándolo el código de modelo "W10". Cuando estaba equipado con el motor de 1452 cm³ (1,5 litros) 3A, se conocía como el "AW10", mientras que la versión de 1587 cm³ (1,6 litros) 4A se identificaba con el código "AW11".
En Japón se comercializó exclusivamente a través de Toyota Vista Stores, renombrado en 1998 como Toyota Netz Store. En su introducción en 1984, ganó el Coche del Año en Japón.

### Características

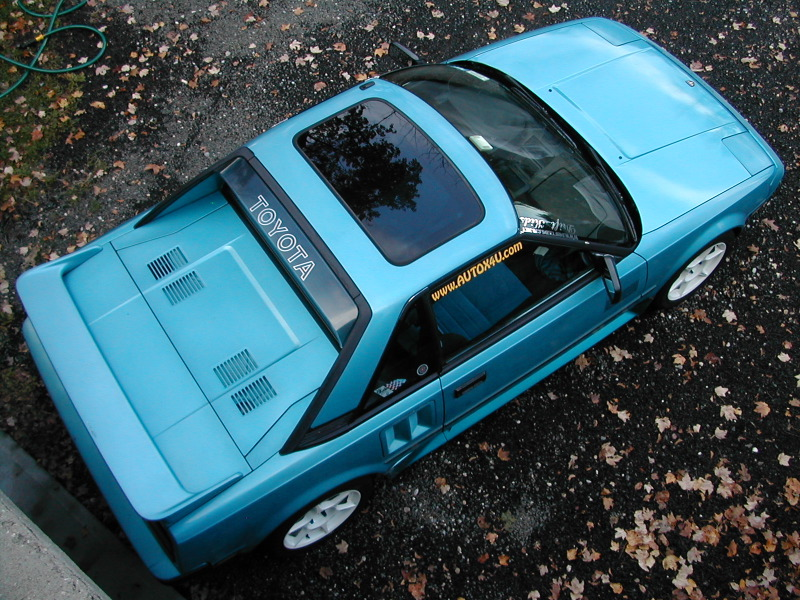
Vista aérea de un modelo 1986 en azul claro metálico

Como se diseñó para acomodar un motor de 2 litros, sus características principales incluyeron su carrocería ligera, tan baja como 2095 libras (950 kg) en Japón y 2350 libras (1066 kg) en los Estados Unidos, con un manejo fuerte y ligeramente motorizado, es decir, un motor de pequeña cilindrada. El coche se refiere a menudo como el AW11, referente al código del chasis de las versiones más comunes del motor A de 1587 cm³ (1,6 litros).
La suspensión y la dirección fueron diseñadas con la ayuda del ingeniero Roger Becker de Lotus Cars. La cooperación de Toyota con Lotus durante la fase de prototipo, se puede ver en el AW11 y le debe mucho a los coches deportivos de Lotus de los años 1960 y 1970. La tecnología de suspensión activa de Toyota llamada "TEMS", no estaba instalada. Con cinco mamparos estructurales, era bastante pesado para un biplaza de su tamaño.
Toyota empleó el motor de cuatro cilindros en línea 4A-GE naturalmente aspirado de 1587 cm³ (1,6 litros), con doble (DOHC) árbol de levas en la culata, cuatro válvulas por cilindro, prestado de la serie E80 Corolla. Este motor también fue equipado con inyección electrónica de combustible Denso y una geometría de admisión variable ("T-VIS"), dando al dinamómetro una potencia máxima de 112 HP (114 CV; 84 kW) en los Estados Unidos, 128 CV (126 HP; 94 kW) en el Reino Unido, 116 a 124 CV (114 a 122 HP) (85 a 91 kW) en Europa (con o sin convertidor catalítico), de 118 HP (120 CV; 88 kW) en Australia y 130 CV (128 HP; 96 kW) en Japón. Los modelos japoneses fueron posteriormente rebajados a 120 CV (118 HP; 88 kW). Una transmisión manual de cinco velocidades era estándar y una automática de cuatro velocidades era opcional.
Las pruebas en carretera dieron una aceleración de 0 a 60 mph (97 km/h) en 8 segundos en el rango de mediano a alto en el rango de mediados a los 16 segundos, significativamente más rápido que los Pontiac Fiero o Fiat X1/9 de cuatro cilindros. En el mercado doméstico, se ofreció el modelo base AW10, que utilizó el motor más económico de 1452 cm³ (1,5 litros) 3A-LU con una potencia de 82 HP (83 CV; 61 kW).

### MR2 Supercharged (SC)

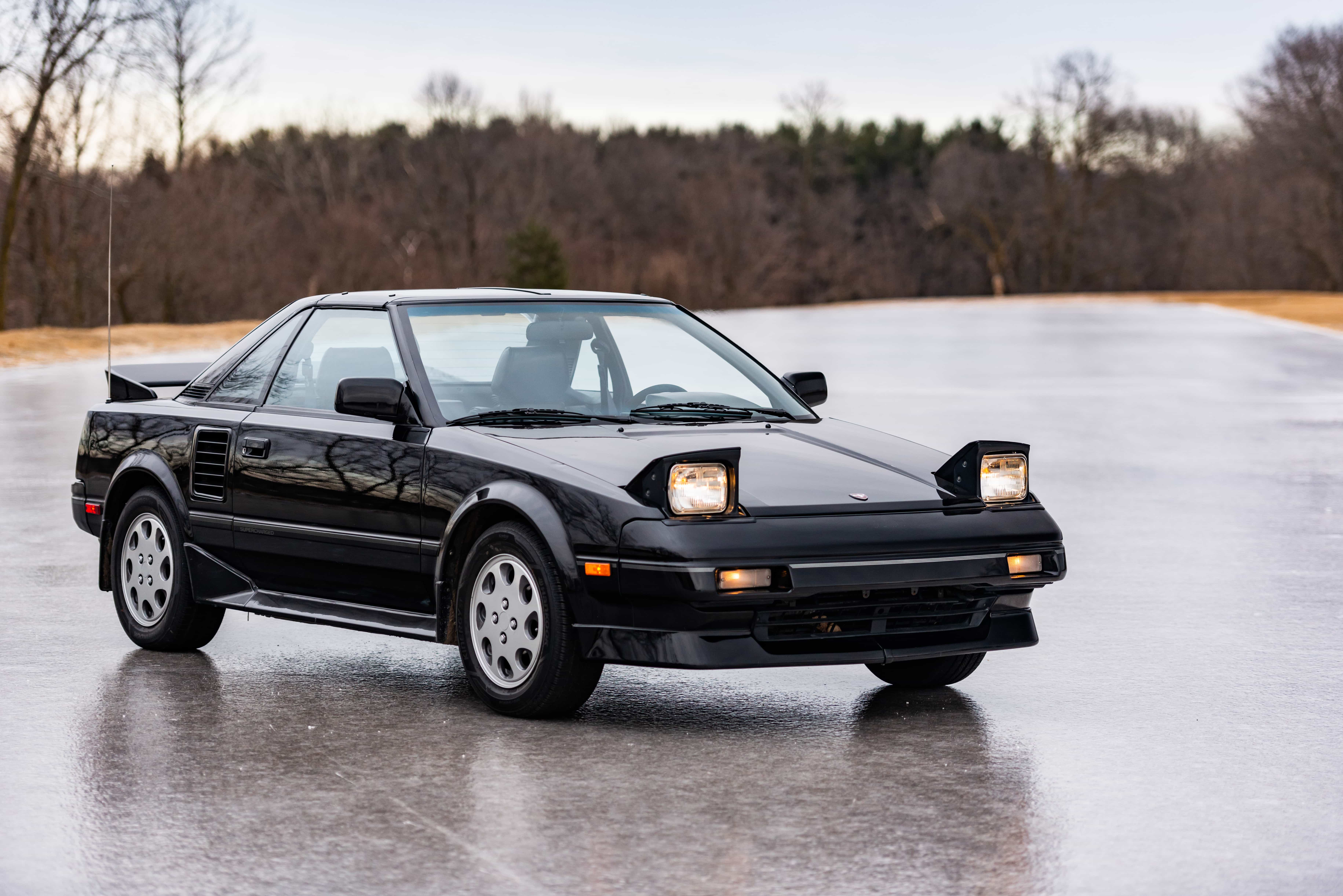
Supercharged de 1989

En 1986 (1988 para el mercado estadounidense), se introdujo un motor sobrealimentado. Basado en el mismo bloque y culata, el 4A-GZE estaba equipado con un pequeño compresor volumétrico tipo Roots y un intercooler Denso. Se eliminó el T-VIS y se redujo la relación de compresión a 8.0:1, produciendo 145 HP (147 CV; 108 kW) y 190 N·m (140 lb·pie) y aceleró al pequeño coche de 0 a 100 km/h (62 mph) entre 6.5 a 7.0 segundos.
El sobrealimentador fue accionado por correa de distribución, pero conectado por un embrague electromagnético, de modo que solamente sería utilizado cuando fuera necesario, aumentando la economía de combustible. El peso en vacío aumentó hasta 2494 libras (1131 kg) para los modelos sobrealimentados, debido al peso del equipo del sobrealimentador y una transmisión nueva, más fuerte. Un mando selector de combustible también se agregó en algunos mercados, para permitir que el coche pudiese funcionar con combustible sin plomo si fuese necesario. Además del nuevo motor, el MR2 SC también estaba equipado con resortes más rígidos y recibió ruedas especiales de "caída de lágrimas". La cubierta del motor tenía dos respiraderos levantados, con solamente uno de los cuales era funcional, que visualmente lo distinguía de los modelos naturalmente aspirados. También fue etiquetado con la leyenda "Supercharged" en la parte trasera y molduras detrás de ambas puertas. Este modelo nunca fue ofrecido en los mercados europeos ni australianos, aunque algunos automóviles fueron importados de forma privada.

### Motorizaciones

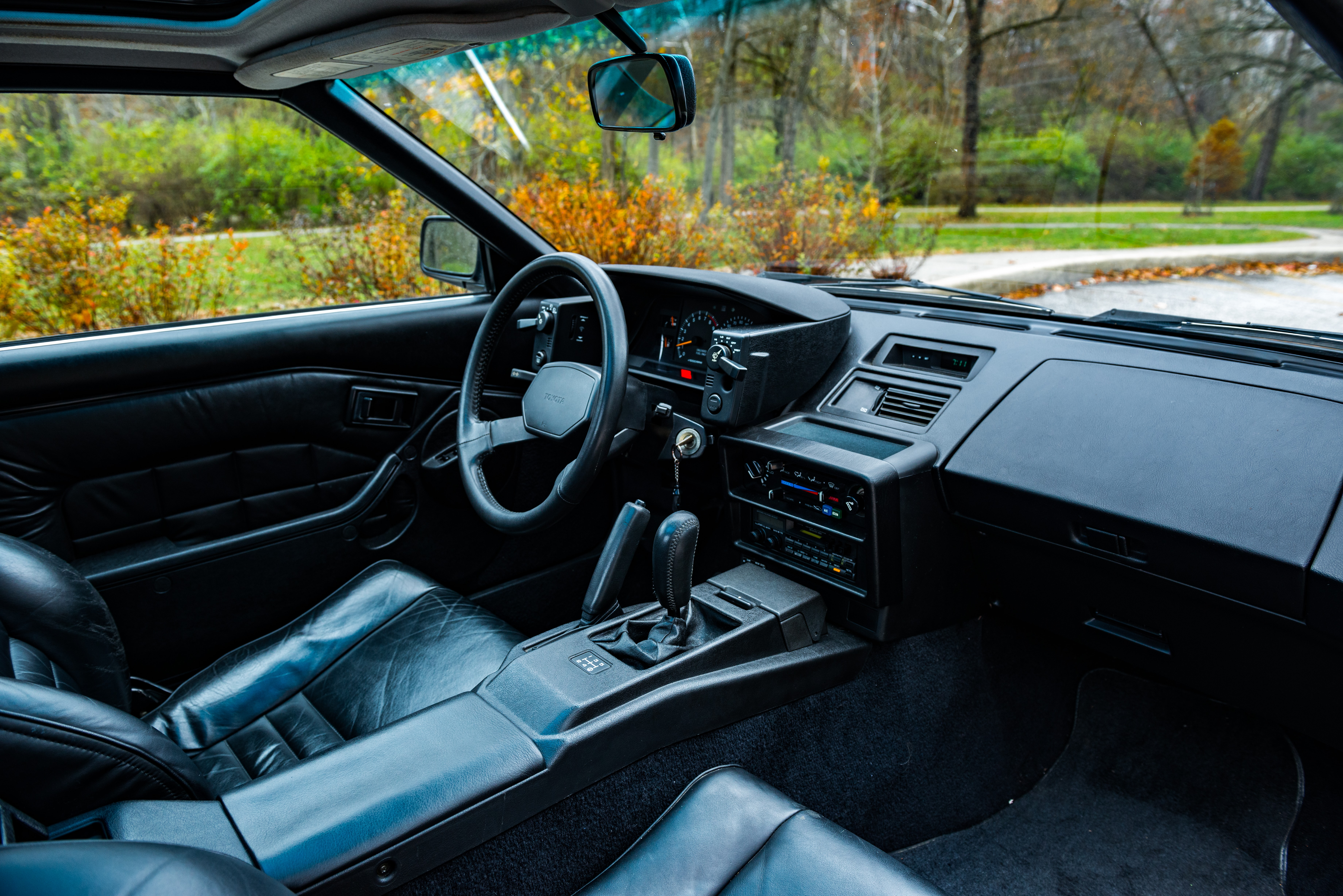
Interior de un modelo 1986

| Variantes                  | Código de motor | Distribución     | Alimentación          | Aspiración      | Cilindrada       | Diámetro x carrera             | Relación de compresión | Potencia máxima                    | Par máximo                                 |
| -------------------------- | --------------- | ---------------- | --------------------- | --------------- | ---------------- | ------------------------------ | ---------------------- | ---------------------------------- | ------------------------------------------ |
| 1500S                      | 3A-LU           | SOHC 8 válvulas  | Carburador AI         | Natural         | 1452 cm³ (1,5 L) | 77,5 x 77 mm (3,05 x 3,03 plg) | 9.3:1                  | 83 CV (82 HP; 61 kW) @ 5600 rpm    | 12 kg·m (118 N·m; 87 lb·pie) @ 3600 rpm    |
| 1600G Limited JP           | 4A-GELU         | DOHC 16 válvulas | Inyección electrónica | Natural         | 1587 cm³ (1,6 L) | 81 x 77 mm (3,19 x 3,03 plg)   | 9.4:1                  | 120 CV (118 HP; 88 kW) @ 6600 rpm  | 14,5 kg·m (142 N·m; 105 lb·pie) @ 5200 rpm |
| MR2 1984                   | 4A-GELU         | DOHC 16 válvulas | Inyección electrónica | Natural         | 1587 cm³ (1,6 L) | 81 x 77 mm (3,19 x 3,03 plg)   | 10.0:1                 | 124 CV (122 HP; 91 kW) @ 6600 rpm  | 14,5 kg·m (142 N·m; 105 lb·pie) @ 5000 rpm |
| 1600G Limited              | 4A-GELU         | DOHC 16 válvulas | Inyección electrónica | Natural         | 1587 cm³ (1,6 L) | 81 x 77 mm (3,19 x 3,03 plg)   | 9.4:1                  | 130 CV (128 HP; 96 kW) @ 6600 rpm  | 15,2 kg·m (149 N·m; 110 lb·pie) @ 5200 rpm |
| Supercharged 1600G Limited | 4A-GZE          | DOHC 16 válvulas | Inyección electrónica | Sobrealimentado | 1587 cm³ (1,6 L) | 81 x 77 mm (3,19 x 3,03 plg)   | 8.0:1                  | 145 CV (143 HP; 107 kW) @ 6400 rpm | 19 kg·m (186 N·m; 137 lb·pie) @ 4400 rpm   |

## Segunda generación (1989-1999)

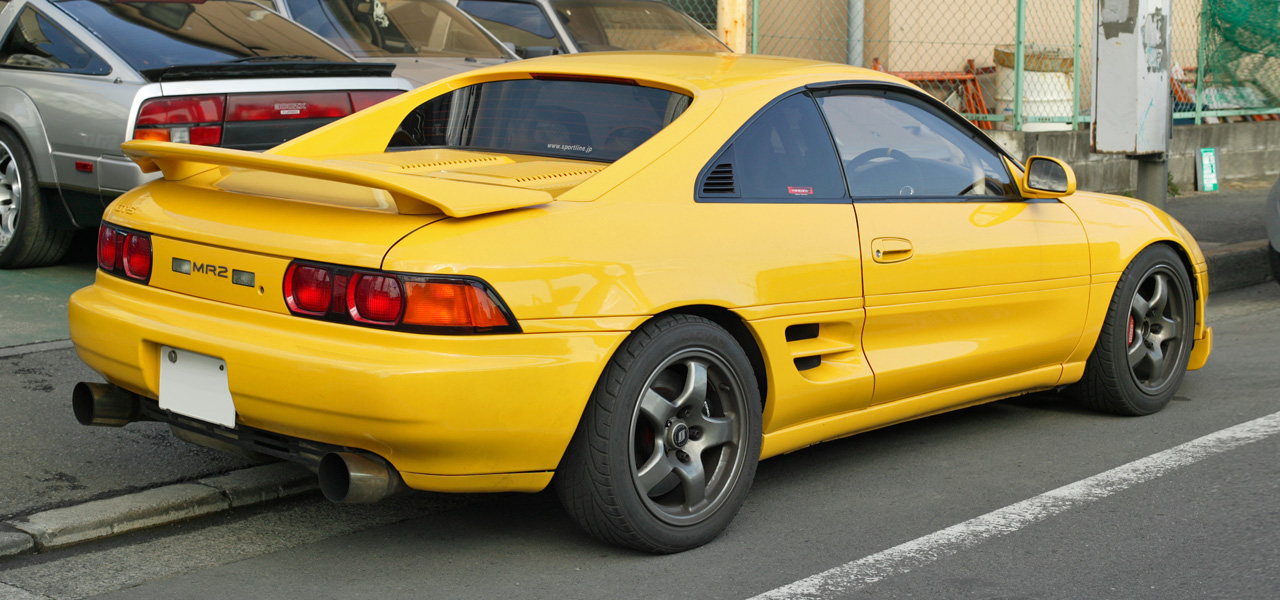
Vista trasera 3/4

Cinco años después llegó la segunda generación W20, manteniendo el motor con la misma disposición, pero subiendo un nivel de categoría, con una carrocería más grande y exótica, mayor calidad en su interior y una conducción más refinada y cómoda, manteniéndose durante diez años a la venta.
En España y en el resto de Europa no hubo versiones turbo en los motores más potentes, cuyos cambios también incluían una caja de cambios con diferentes relaciones y debidamente reforzada, cambios en el sistema de refrigeración y unos frenos más potentes y reforzados. Se podía elegir entre dos tipos de transmisiones: manual con cinco velocidades o automática de cuatro velocidades.
Pasó por un rediseño en 1989, aunque Norteamérica no los recibió hasta principios de 1990 como modelos de 1991. El nuevo modelo era más grande, pesaba entre 350 a 400 libras (159 a 181 kg) más que su predecesor debido a que tenía un interior más lujoso y espaciosa, motores más grandes, un transeje más resistente y una configuración de suspensión más duradera. Su diseño general recibió un estilo más redondeado y aerodinámico y algunos le llamaron un "Ferrari bebé" o un "Ferrari del pobre", debido a rumores incorrectos que sugerían que el automóvil tenía varias señales de diseño tomadas del Ferrari 348 o Ferrari 308 GTB.
Al igual que el AW11 anterior, pasaron incontables horas perfeccionando las capacidades de manejo, buscando el consejo de conductores de autos de carrera profesionales, incluido Dan Gurney de la Fórmula 1, NASCAR y Le Mans. Cuando el AW11 todavía estaba en producción y antes de que el SW20 se mostrara oficialmente al público, se difundieron varios rumores que decían que Toyota estaba construyendo otro auto deportivo de motor central, uno que tendría un motor V6 de 3.0 L que podría competir directamente con el 348, aunque este rumor específico fue rechazado más tarde con el pretexto de que ese auto pertenecería a la marca Lexus.

### Niveles de equipamiento del mercado japonés

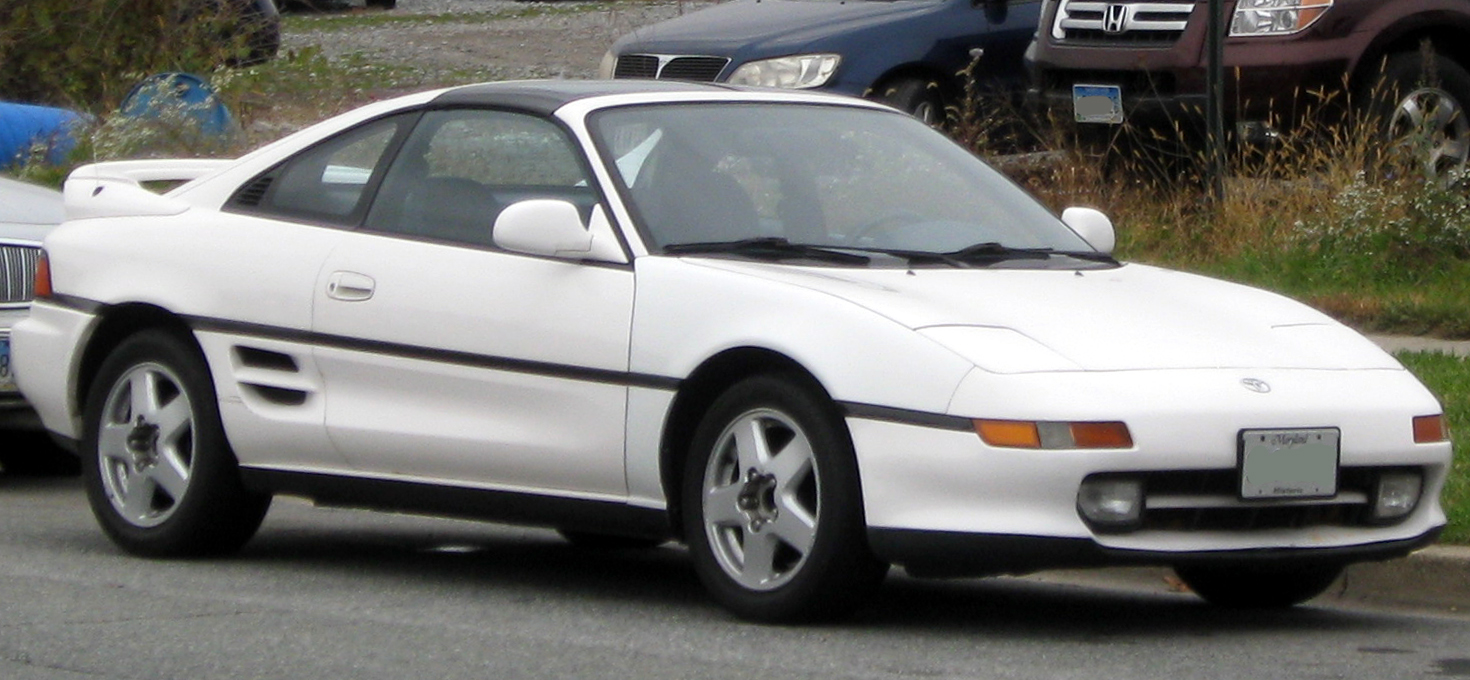
Revisión 2 en Silver Spring (Maryland)

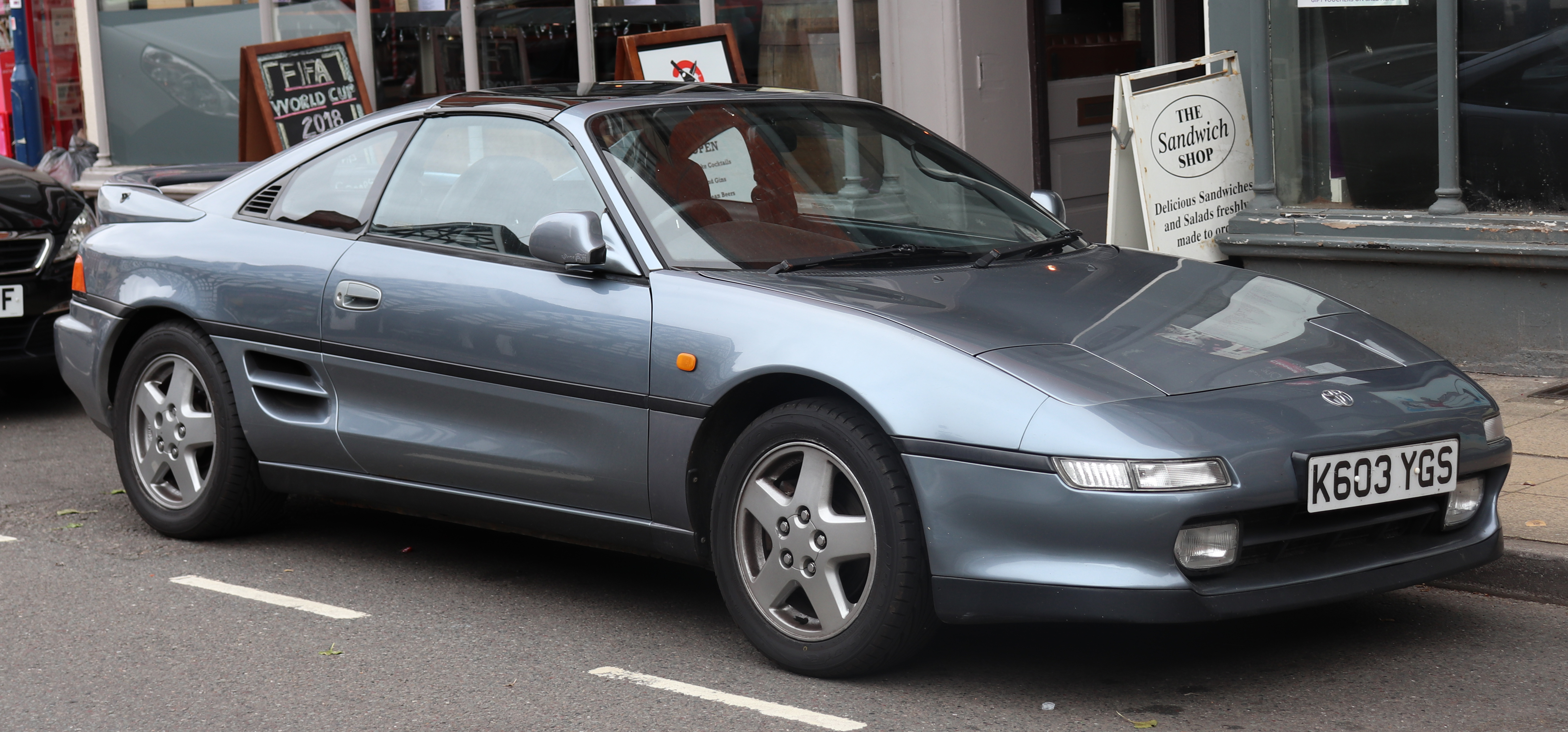
GT 2.0 de 1992

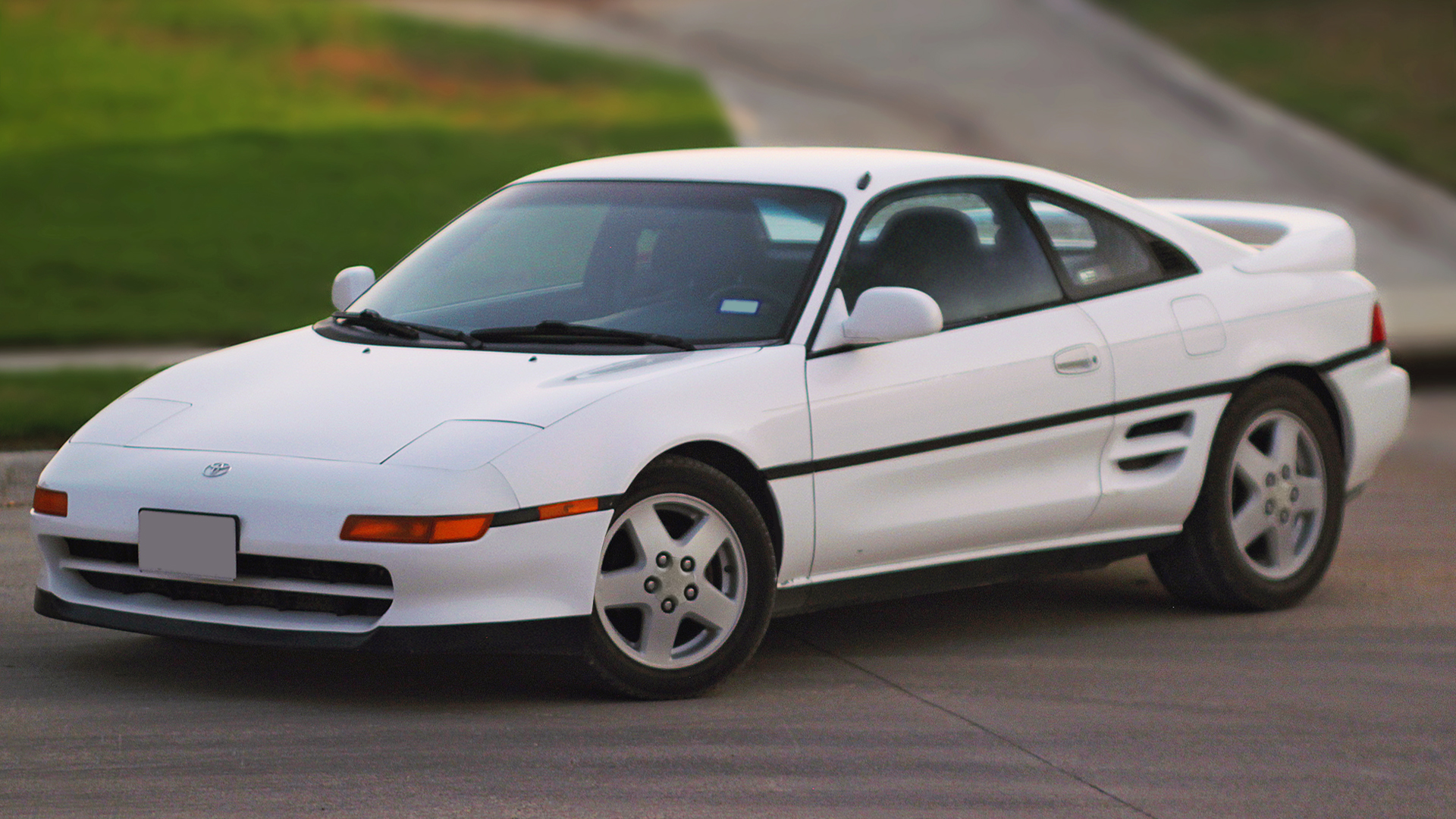
Hardtop de 1993

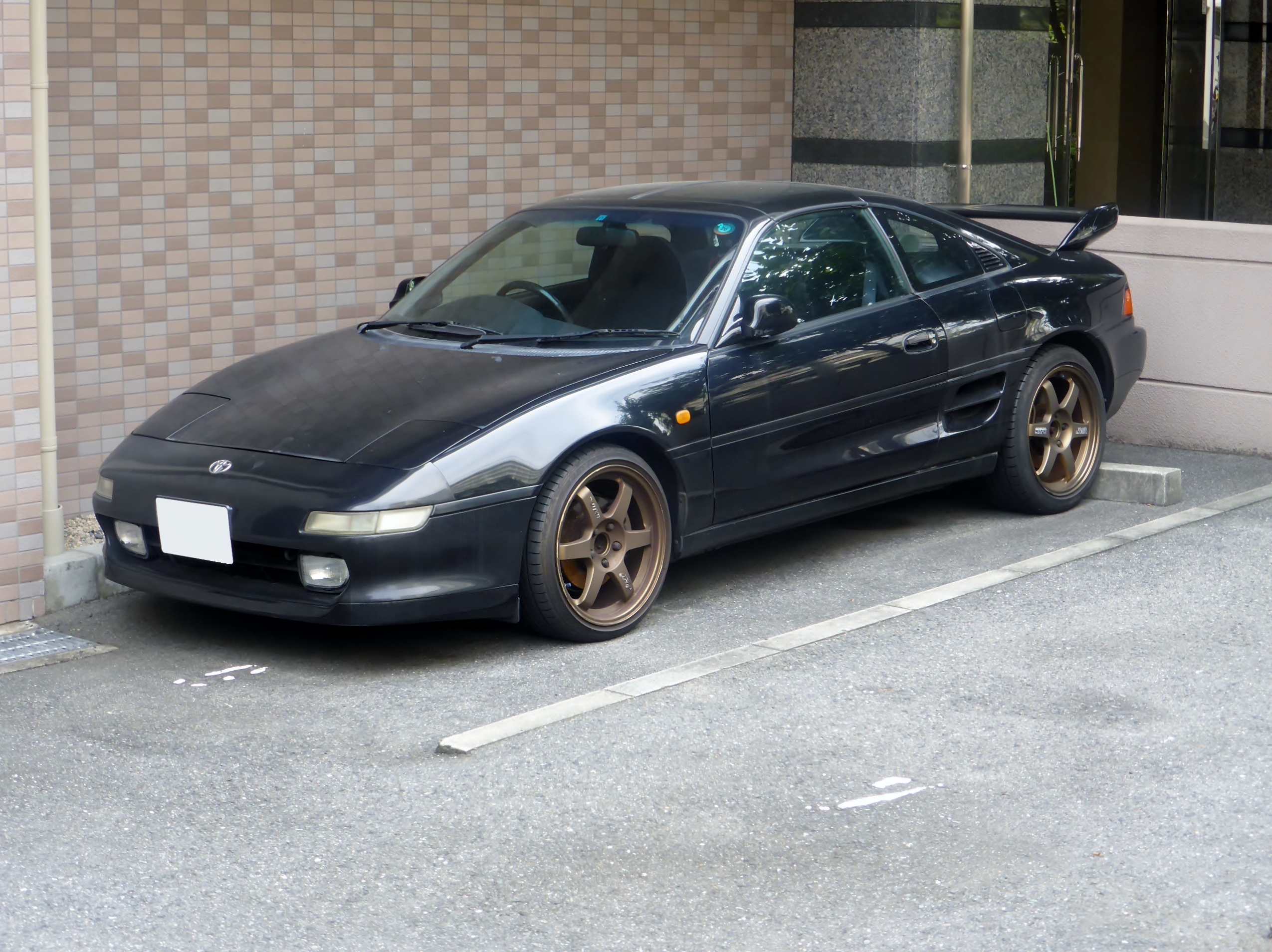
Versión G-Limited

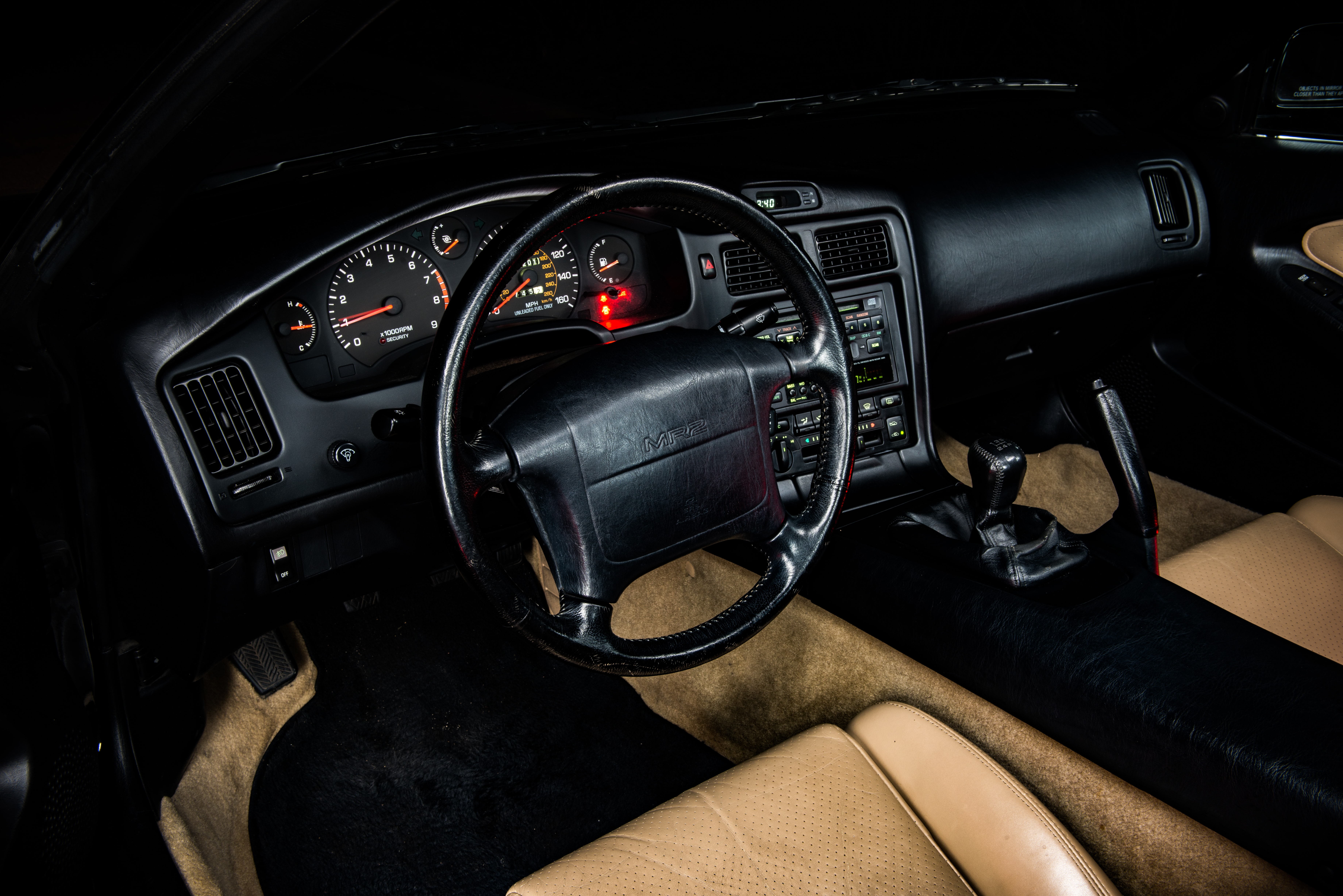
Interior de un modelo Turbo de 1993

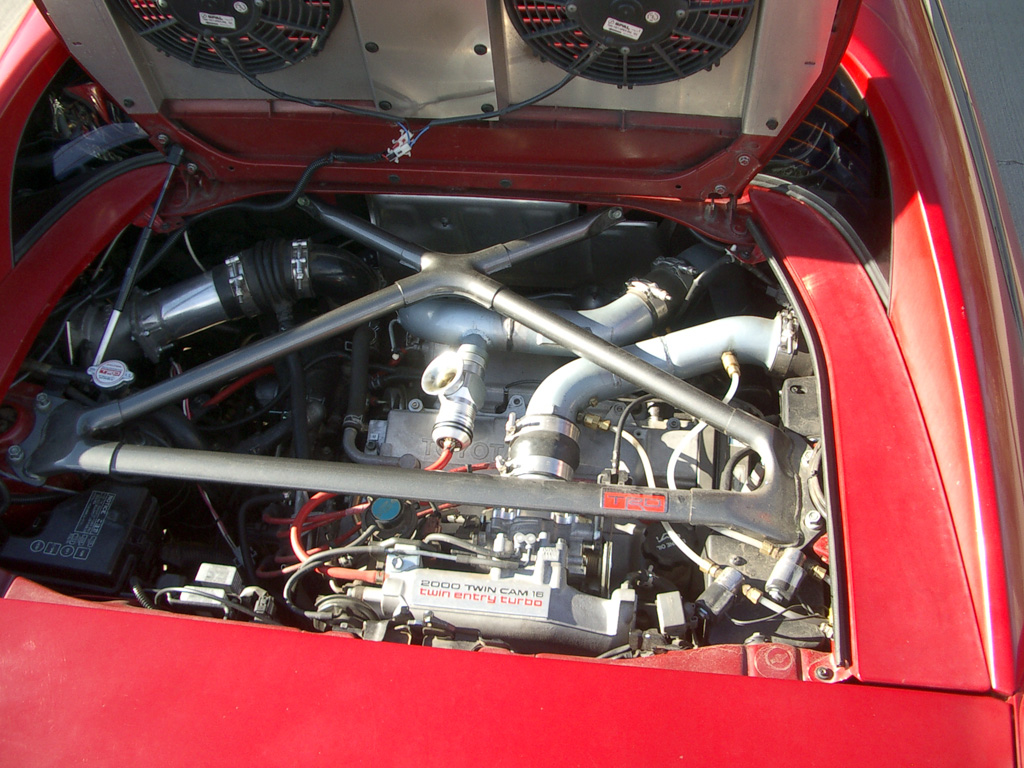
Vano trasero del motor

- G con un motor naturalmente aspirado de 2.0 L 3S-GE que producía 165 CV (163 HP; 121 kW); con una transmisión automática estándar y una manual opcional. El G fue el modelo base de la gama SW20. Las características estándar incluían: dirección manual, control de clima manual, pero sin aire acondicionado, ajuste de espejo eléctrico plegable manual y tapicería de tela para las puertas y asientos. El alerón trasero era opcional.

- El G Limited tenía el motor naturalmente aspirado de 2.0 L 3S-GE; una transmisión automática estándar o una manual opcional. Entre sus características estándar adicionales, incluían: espejos eléctricos plegables, dirección asistida, faros antiniebla de dirección y alerón trasero.

- El GT-S venía con un motor turboalimentado de 2.0 L 3S-GTE que producía 221 CV (218 HP; 163 kW); una transmisión manual era la única opción. También tenía las mismas características estándar que el G Limited.

- El GT venía con motor turboalimentado de 2.0 L 3S-GTE y transmisión manual. Se consideró como la especificación de lujo en la línea SW20 y tenía puertas y asientos de alcantara y cuero, además de las características estándar de G Limited. Todos los autos del mercado japonés venían equipados con control de clima electrónico con aire acondicionado de dos etapas.

### Niveles de equipamiento del mercado europeo
- Cupé con motor naturalmente aspirado de 2.0 L 3S-FE que producía 140 CV (138 HP; 103 kW), el cual no disponible con techo con barra en T. Este modelo no tenía spoiler trasero ni faros antiniebla delanteras.
- El GT-i Cupé venía con el motor naturalmente aspirado de 2.0 L 3S-GE que producía 158 CV (156 HP; 116 kW).
- El Targa en T GT-i venía con motor naturalmente aspirado de 2.0 L 3S-GE. Las opciones incluidas de serie eran asientos con tarjetas en las puertas de cuero y el sistema de audio premium de ocho altavoces.

No hubo modelos turbo ofrecidos oficialmente al mercado europeo. Sin embargo, muchos modelos japoneses se vendieron a través del mercado gris.

### Niveles de equipamiento del mercado estadounidense
- MR2 con un motor naturalmente aspirado de 2.2 L 5S-FE que producía 137 CV (135 HP; 101 kW) y se ofrecía con una transmisión auitomática de cuatro velocidades o una manual de cinco velocidades.[27]
- El MR2 Turbo venía con un motor turboalimentado de 2.0 L 3S-GTE que producía 200 HP (203 CV; 149 kW) a las 6000 rpm y 200 lb·pie (271 N·m) a las 3200 rpm de par máximo, ofrecido solamente con una transmisión manual de 5 velocidades T y únicamente con el techo con barra en T después de principios de 1993.

Las diferencias entre los modelos con aspiración normal y con turbocompresor incluían el emblema "Turbo" en Estados Unidos. En el maletero trasero, tenía una calcomanía "TWIN CAM 16 TURBO" sobre la entrada lateral para el mercado japonés, una tapa del motor de fibra de vidrio con ventilaciones elevadas, faros antiniebla y un compartimento de almacenamiento central interior adicional ubicado entre los dos asientos. Todos los SW20 venían con una configuración de ruedas escalonada, con ruedas y neumáticos más anchos en la parte trasera que en la delantera.
Las diferencias mecánicas en los modelos Turbo incluían:
- Motor 3S-GTE con intercooler aire-aire asociado y diferente configuración de escape.
- Una caja de cambios E153 más fuerte y pesada con diferentes relaciones y ejes más fuertes.
- Bomba de combustible y radiador más grandes.
- Los modelos con motores 3S-GE y 3S-GTE tenían pinzas de freno delanteras de doble pistón, mientras que los modelos con el motor 5S-FE solamente tenían pinzas de un pistón.

El modelo MR2 Turbo del mercado de Estados Unidos fue capaz de acelerar de 0 a 60 mph (97 km/h) en 6.1 segundos y terminar el 1/4 de milla (402 m) en 14.7 segundos.
La revisión del Turbo SW20 puede tirar de 0.89 g en el skidpad, con revisiones posteriores con un promedio de 0.90 g a 0.94 g.
Los coches de la segunda revisión estaban equipados con neumáticos Yokohama A022.
Una tercera revisión japonesa del GT-S Turbo fue capaz de correr el 1/4 de milla (402 m) en 13.1 segundos, superando a los autos más caros y de mayor potencia como el Honda NSX, el Toyota Supra RZ e incluso el Ferrari 348 TB.
Best Motoring, un popular programa de televisión de autos japoneses, presentó un episodio en el que se enfrentaron a un Rev 5 GT-S Turbo de fábrica contra otros contemporáneos del mercado japonés en el circuito de Tsukuba, con el MR2 ganando la carrera del circuito. En la clasificación de récords personales, un Rev 2 GT-S pudo cronometrar 1:08.00 en ese mismo circuito.

### Revisiones y cambios de modelos
Esta segunda generación sufrió una variedad de cambios durante sus 10 años de producción, agrupados en cuatro períodos diferentes:

#### 1989 (revisión uno)
Introducción de la nueva generación.

#### Enero de 1992 (revisión 2, modelo 1993)
- SW20 equipado con 3S-GE Montaje de un convertidor catalítico, bajando la potencia a 156 CV (154 HP; 115 kW).
- Suspensión trasera revisada con eslabones de los dedos más largos.
- Suspensión delantera revisada que eliminó el ajuste del ángulo de las ruedas.
- Labio delantero más grande.
- Ruedas de 15 pulgadas (38,1 cm) y neumáticos más anchos en todos los modelos (Delantero: 195/55/15, Trasero: 225/50/15).
- Frenos más grandes (turbo solamente en el mercado de Estados Unidos. Todos los autos para los mercados japonés y europeo).
- Palanca de cambios más corta y perilla más pequeña.
- Opción de diferencial de acoplamiento viscoso (solamente turbo).
- Sincronizadores de transmisión mejorados.
- Los modelos turbo de Estados Unidos. Solamente se vendieron con techo con barra en T, a excepción de algunos vendidos a principios de 1993.
- Las ventas canadienses cesan después de 1993 EBFD y los TC agregados como opciones en los modelos del mercado japonés.

#### Noviembre de 1993 (revisión 3, modelos 1994-1995)
- El 3S-GE del mercado europeo y japonés tenía una potencia de 173 CV (171 HP; 127 kW).
- Para el mercado japonés, el 3S-GTE tenía una potencia de 245 CV (242 HP; 180 kW).
- El 5S-FE del mercado estadounidense tenía una potencia de 135 HP (137 CV; 101 kW).
- Los modelos Turbo del mercado estadounidense conservaron el Gen 2 3S-GTE.
- Luces traseras redondas "Kouki".
- Alerón trasero de tres piezas anterior reemplazado por una pieza revisada y mejorada.
- Panel central, labio delantero y faldones laterales codificados por colores.
- Airbag del pasajero (no disponible para el mercado japonés).
- Diferencial de acoplamiento viscoso añadido de serie en los modelos Turbo del mercado japonés.
- Caja de cambios E153 del mercado japonés revisada con sincronizadores mejorados.
- El control de crucero ya no es una opción en los modelos del mercado japonés.
- Mejoras en el sistema antibloqueo de ruedas (ABS), que inducía un sensor de aceleración ubicado detrás de la palanca de cambios.
- Piezas de refuerzo agregadas a las torres de puntales traseros.
- Las ventas estadounidenses cesan en 1995; los modelos turbo no se ofrecen en los estados con emisiones de California después de 1994.

#### Junio de 1996 (revisión 4, modelos 1996-1997)
- Intermitentes montadas en el guardabarros en todos los modelos.
- Aleaciones de cinco radios con caras de corte de diamante.
- Bolsa de aire del pasajero agregada como una opción en el mercado japonés.
- Revisiones al sistema ABS.
- El 3S-GE europeo se redujo a 168 HP (170 CV; 125 kW), debido a la introducción de recirculación de gases de escape (EGR).
- No disponible en Norteamérica.

#### Revisión 5: Modelo 1998-1999
- Fue introducido en noviembre de 1997 y, a partir de 1998, estaban equipados con un alerón grande y ajustable y tenían lentes frontales en las esquinas transparentes.
- Señales de giro transparentes montadas en el guardabarros.
- Nuevas llantas de 15 pulgadas (38,1 cm) con radios más estrechos.
- Spoiler trasero ajustable, revisado de las versiones anteriores.
- Anillos rojos alrededor de los indicadores, costuras rojas en la perilla de la palanca de cambios de cuero (y en los asientos de cuero de los turbos).
- Japón recibió el nuevo BEAMS 3S-GE con una potencia de 200 CV (197 HP; 147 kW).

Los cambios en la geometría de la suspensión, el tamaño de los neumáticos y la dirección asistida en enero de 1992 (modelo 1993), se realizaron en respuesta a los informes de los periodistas de que el MR2 era propenso a "sobreviraje rápido". Como contrapunto al fenómeno de sobreviraje del MR2, otros periodistas señalan que la mayoría de los deportivos y supercoches de motor central y trasero exhiben un comportamiento similar, y que un cambio en la respuesta del conductor al sobreviraje es realmente la solución. En cualquier automóvil, el frenado desplaza el peso hacia adelante y la aceleración hacia atrás. Cuando los conductores entran en una esquina con demasiada velocidad y levantan el acelerador en la mitad de la esquina, el peso se transfiere hacia adelante y hace que los neumáticos traseros pierdan tracción (lo que se denomina sobreviraje de despegue), lo que puede provocar un trompo. Cuando se realizaban movimientos de dirección incorrectos para intentar corregir este sobreviraje sin encendido, la parte trasera del MR2 se balanceaba en una dirección y luego violentamente (y rápidamente) en la otra, de ahí el término sobreviraje "instantáneo". Toyota eligió cambiar la suspensión y los neumáticos del MR2 para reducir la probabilidad de que esto ocurriera, aunque muchos conductores lamentarían el cambio y afirmarían que "neutralizó" el borde afilado por el que se conocía al MR2. Toyota afirmaba que los cambios se realizaron "para conductores cuyos reflejos no eran los de los pilotos de Fórmula 1".

### Motorizaciones
| Variantes  | Código de motor | Distribución     | Aspiración | Cilindrada       | Diámetro x carrera           | Relación de compresión | Potencia máxima                    | Par máximo                               |
| ---------- | --------------- | ---------------- | ---------- | ---------------- | ---------------------------- | ---------------------- | ---------------------------------- | ---------------------------------------- |
| MR2 Targa  | 3S-GE           | DOHC 16 válvulas | Natural    | 1998 cm³ (2 L)   | 86 x 86 mm (3,39 x 3,39 plg) | n/a                    | 121 CV (119 HP; 89 kW) @ 5600 rpm  | 18 kg·m (177 N·m; 130 lb·pie) @ 4400 rpm |
| 1990 2.2   | 5S-FE           | DOHC 8 válvulas  | Natural    | 2164 cm³ (2,2 L) | 87 x 91 mm (3,43 x 3,58 plg) | 9.5:1                  | 137 CV (135 HP; 101 kW) @ 5400 rpm | 20 kg·m (196 N·m; 145 lb·pie) @ 4400 rpm |
| 1990 GT    | 3S-GE           | DOHC 16 válvulas | Natural    | 1998 cm³ (2 L)   | 86 x 86 mm (3,39 x 3,39 plg) | 10.0:1                 | 156 CV (154 HP; 115 kW) @ 6600 rpm | 19 kg·m (186 N·m; 137 lb·pie) @ 4800 rpm |
| 1996 3S-GE | 3S-GE           | DOHC 16 válvulas | Natural    | 1998 cm³ (2 L)   | 86 x 86 mm (3,39 x 3,39 plg) | 10.3:1                 | 170 CV (168 HP; 125 kW) @ 7000 rpm | 19 kg·m (186 N·m; 137 lb·pie) @ 4800 rpm |
| 1997 G     | 3S-GE           | DOHC 16 válvulas | Natural    | 1998 cm³ (2 L)   | 86 x 86 mm (3,39 x 3,39 plg) | 11.0:1                 | 200 CV (197 HP; 147 kW) @ 7000 rpm | 21 kg·m (206 N·m; 152 lb·pie) @ 6000 rpm |
| 1990 Turbo | 3S-GTE          | DOHC 16 válvulas | Turbo      | 1998 cm³ (2 L)   | 86 x 86 mm (3,39 x 3,39 plg) | 8.8:1                  | 204 CV (201 HP; 150 kW) @ 6000 rpm | 28 kg·m (275 N·m; 203 lb·pie) @ 3200 rpm |
| 1997 Turbo | 3S-GTE          | DOHC 16 válvulas | Turbo      | 1998 cm³ (2 L)   | 86 x 86 mm (3,39 x 3,39 plg) | 8.5:1                  | 245 CV (242 HP; 180 kW) @ 6000 rpm | 31 kg·m (304 N·m; 224 lb·pie) @ 4000 rpm |

## Tercera generación (1999-2007)
La tercera y última generación W30 era realmente un sustituto, pues se fabricó como un deportivo descapotable más pequeño, ligero y barato, perdiendo el estilo y la personalidad de las generaciones anteriores. Afectado por la ralentización del mercado mundial de deportivos, dejó de fabricarse en 2007. Estuvo más de 20 años en el mercado con sus tres generaciones.

### Desarrollo
El equipo de desarrollo de Toyota, encabezado por el ingeniero jefe Tadashi Nakagawa, había desarrollado el nuevo modelo como un auto económico de alto rendimiento, ligero de alrededor de 975 kg (2150 libras), con un motor fácil de reparar, de mantener y muy fiable. En el entorno competitivo entonces densamente ocupado por biplazas a cielo abierto, este modelo era espartano y estaba diseñado para ofrecer el máximo dinamismo. Se lanzó al mercado en 1999. Detrás del volante, las personas altas tenían una buena posición para sentarse, como lo señalaron las pruebas de la prensa especializada. El ligero techo de plástico se podía abrir directamente desde el asiento del conductor y, literalmente, lo convertía en un roadster simplemente perfecto. Además, los talentos de conducción del último miembro provisional de la familia MR2, fueron mucho más importantes.

### Características

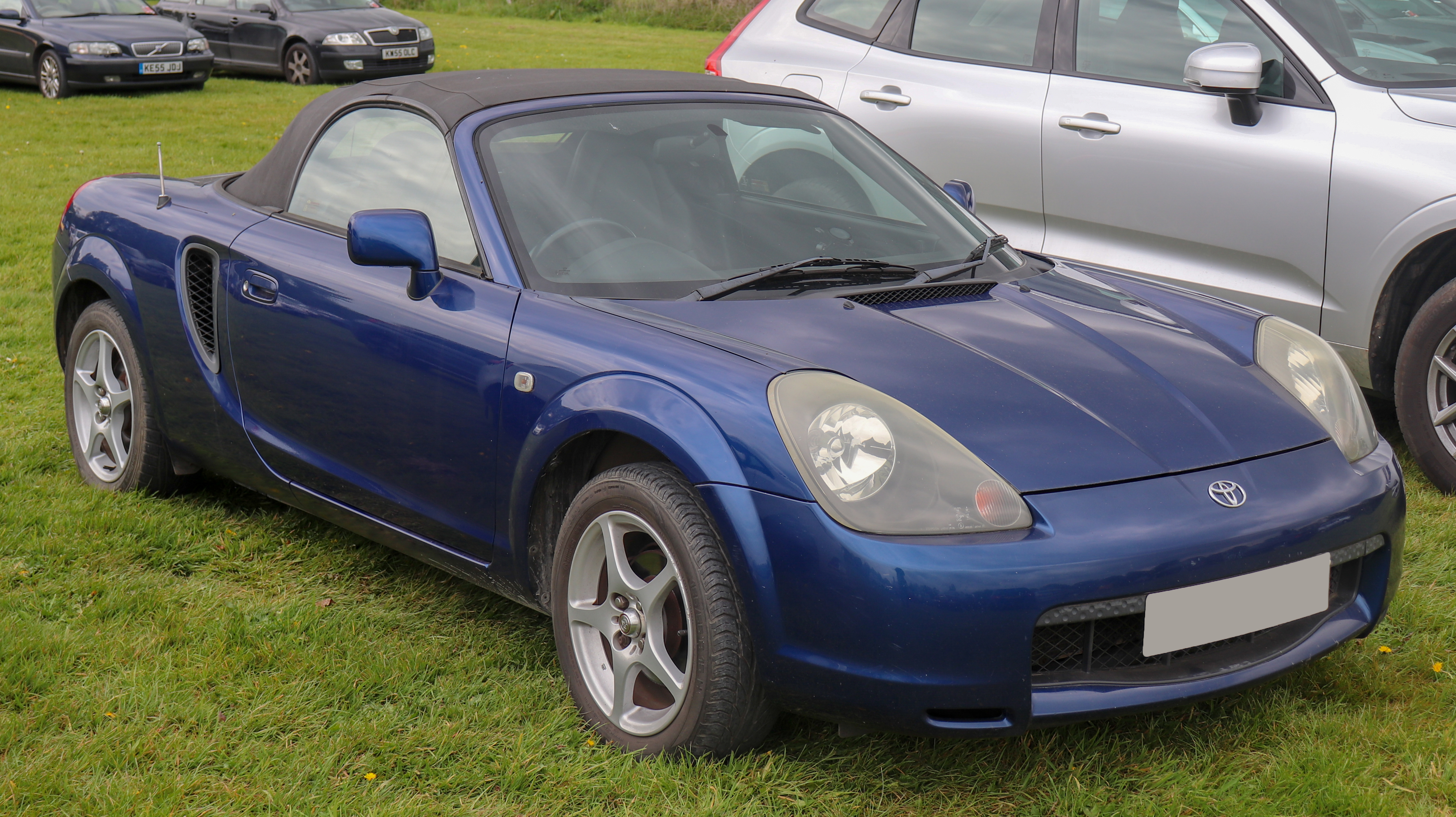
Modelo 2002 1.8 L

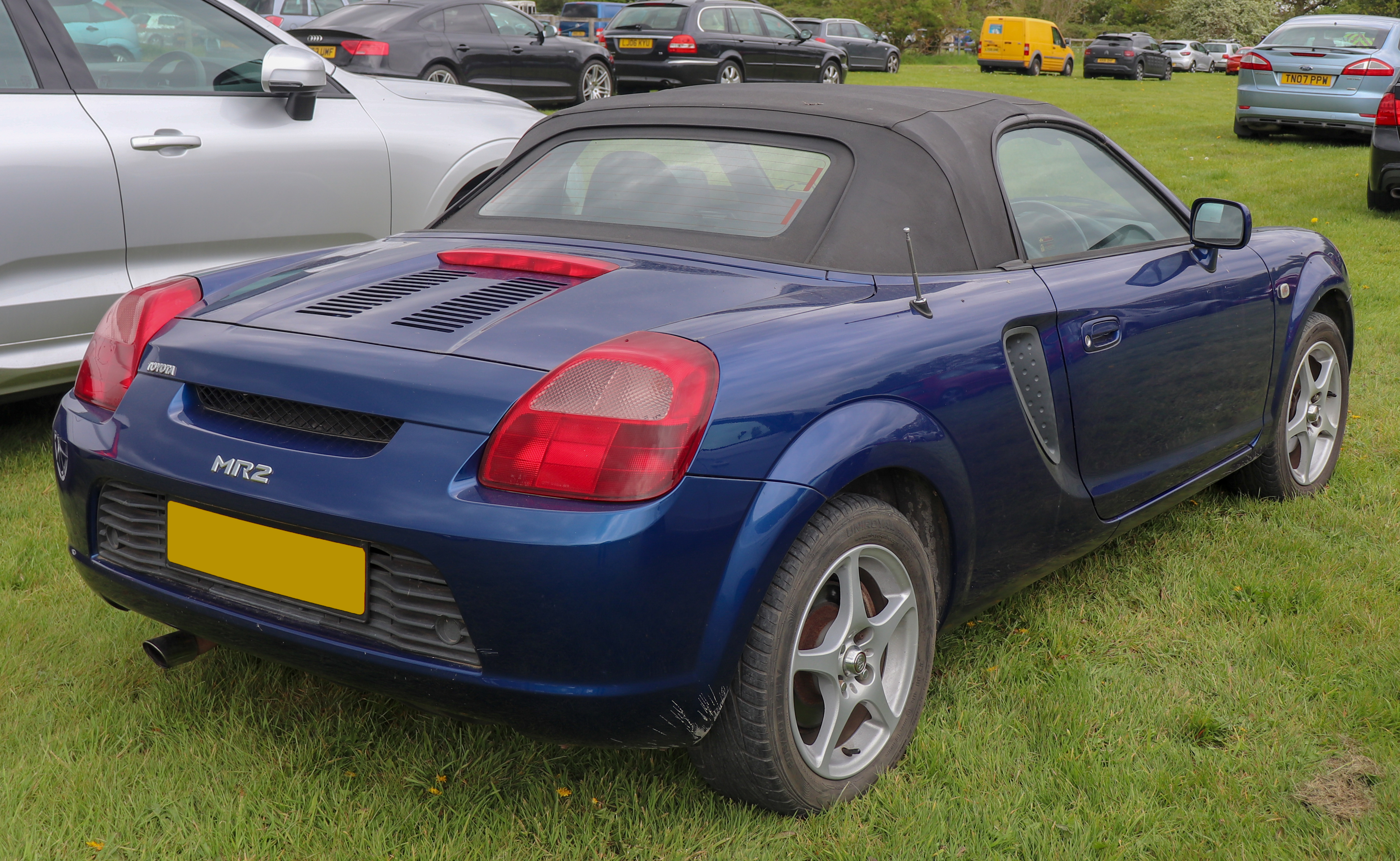
Vista trasera 3/4

Se consideraba como la más manejable y divertida de conducir, gracias a poseer el mejor chasis, que le permitía un paso por curva muy eficaz. Carecía de control de estabilidad, aunque sí llevaba ABS. A cambio hubo que sacrificar el maletero situado en la parte delantera, es decir, aunque el roadster no tenía un maletero como tal, detrás de los dos asientos se escondía un compartimiento de almacenamiento de 90 litros (3,2 pies cúbicos) para el equipaje de los viajes de fin de semana, que se completaba con un espacio de 25 litros (0,9 pies cúbicos) ubicado en la parte delantera y que podía dar cabida a los artículos y objetos más pequeños.
También se beneficiaba de una suspensión deportiva y neumáticos grandes para un mayor agarre. Las llantas de aleación eran de 16 pulgadas (40,6 cm) en la parte trasera, con neumáticos 215/45; y de 15 pulgadas (38,1 cm) en la parte delantera, con gomas de medidas 185/55.
En Europa se conoció como Toyota MR2 Roadster, debido a su configuración descapotable, donde se vendió en el año 2000 con la terminación "S", la más completa con dos airbags, elevalunas eléctrico, aire acondicionado, etc. Únicamente se montó con un tipo de motor que lo llevaron también el Toyota Celica GT y el Toyota Corolla. Lograba una velocidad máxima de 210 km/h (130 mph).
Para conseguir la gran agilidad que le caracterizaba, se optó por un chasis no demasiado corto, ofreciendo una rigidez muy alta, ya que ni siquiera doblaba con la capota quitada. Su batalla era larga en comparación con su longitud con 2450 mm (96,5 pulgadas) y 3885 mm (153 pulgadas), respectivamente. La geometría de sus dos ejes, con el delantero muy optimizado, que ofrecía una respuesta muy fiel de la dirección y un eje trasero con una geometría muy afinada, de manera que tanto en conducción normal o rápida la trasera redondeaba la trayectoria con precisión. Si se acercaba al límite, el coche presentaba sobreviraje. Su dirección resultaba bastante precisa y con buen tacto.
Era un coche que se dejaba conducir con docilidad y tranquilidad si se llevaba a un ritmo de paseo y también a buen ritmo. Si se deseaba exprimir su potencial deportivo, el piloto tenía que poseer buenos reflejos, con frecuentes contravolantes debido a la tendencia de deslizar la zaga, con constantes correcciones de la dirección, pero controlando con rapidez y precisión sus reacciones. Sus frenos estaban a la altura del conjunto, con buena mordiente y dosificación, así como su elevada resistencia al calentamiento, dotado de discos en ambos ejes.

### Motor y mecánica

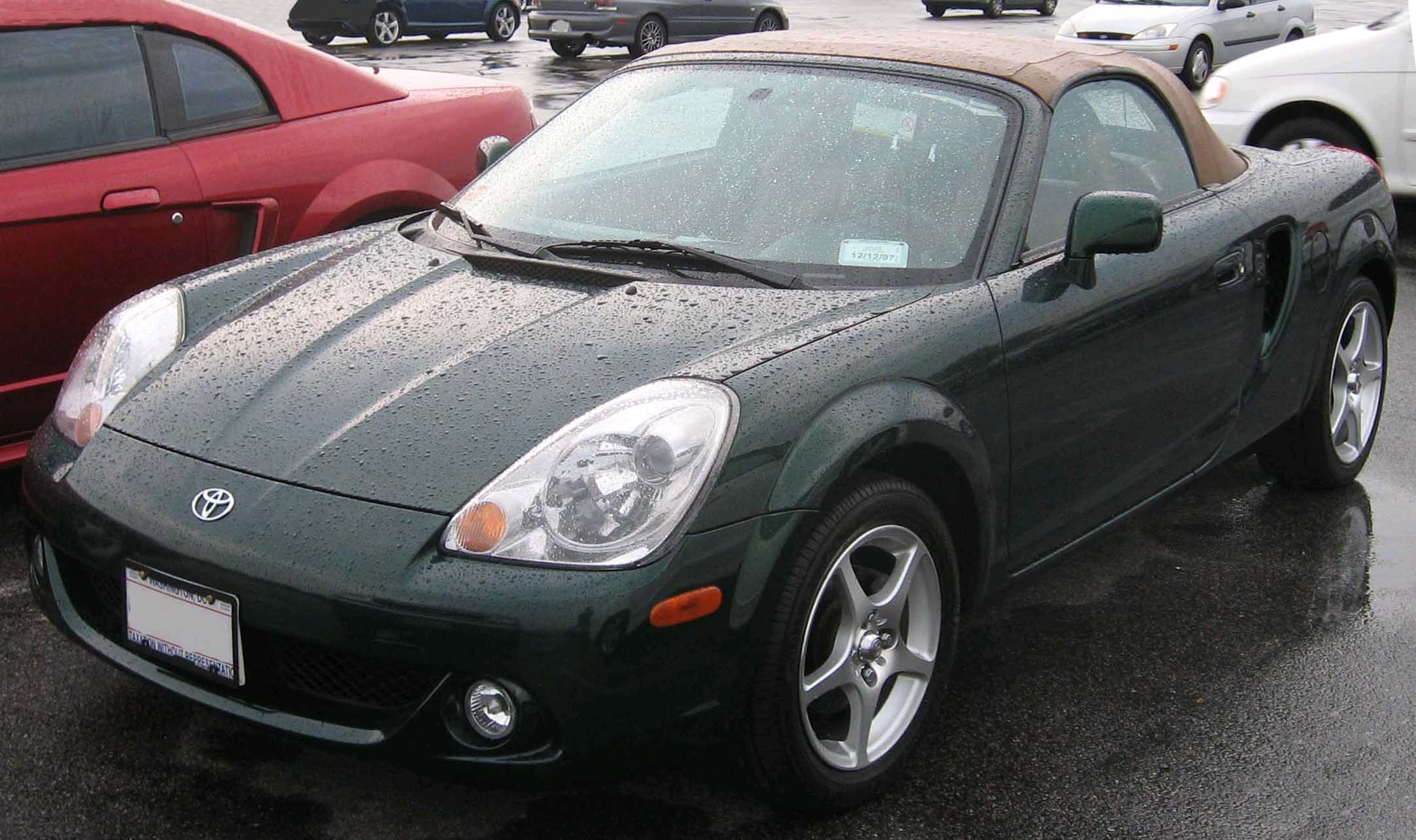
Modelo 2003-2005 con techo de lona en beige

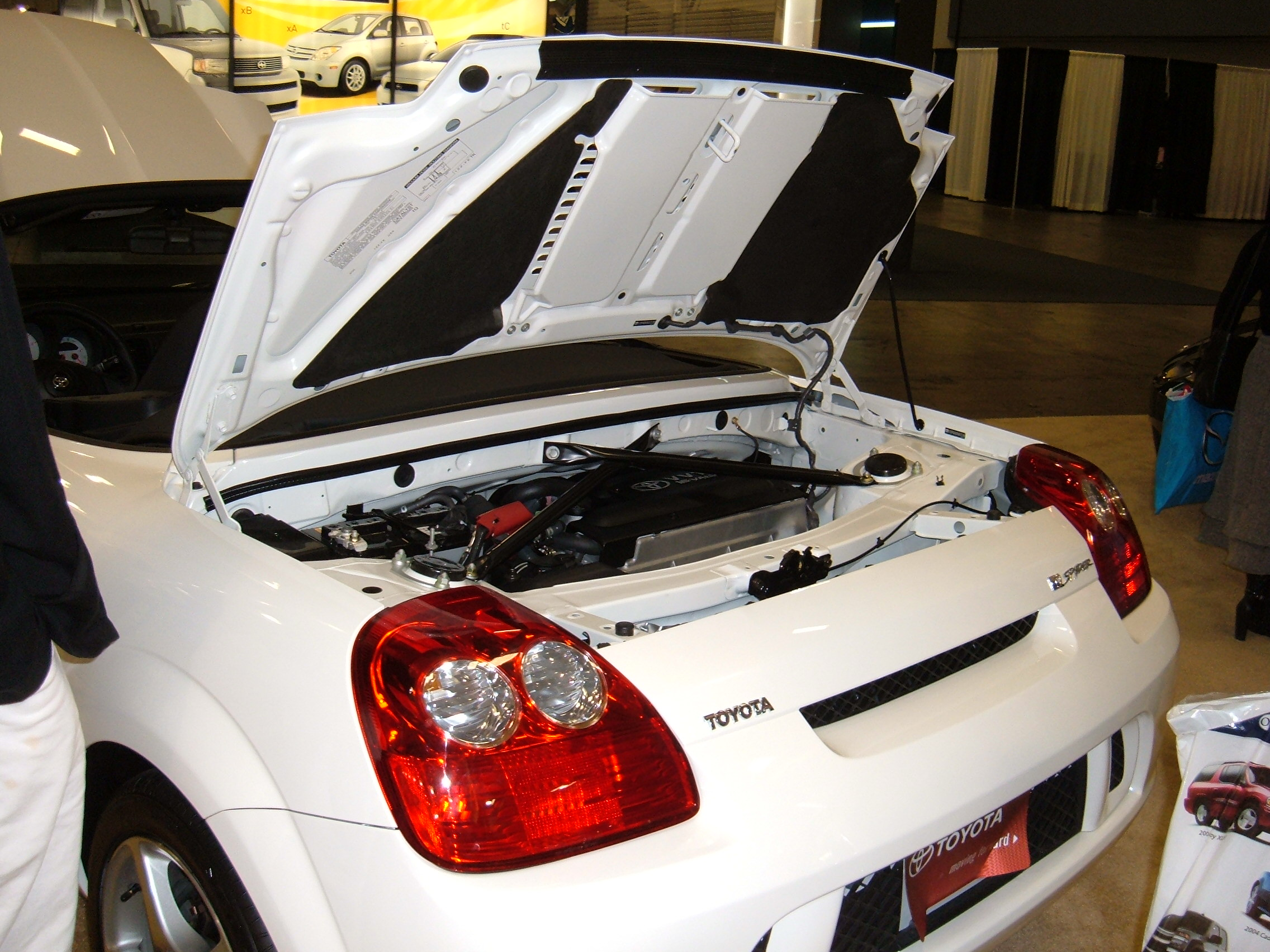
Vano trasero del motor de un modelo 2005

Bajo el capó trasero se ubica un motor de cuatro cilindros de gasolina Toyota 1ZZ-FED de 1794 cm³ (1,8 litros) con 16 válvulas y distribución de válvulas variable ("VVT-i"). Su compresión es de 10.0:1 y entrega 140 CV (138 HP; 103 kW) de potencia a las 6400 rpm y 170 N·m (125 lb·pie) de par a las 4200 rpm. La respuesta del motor no es especialmente poderosa, pero su sistema VVT-i, unido al reducido peso del vehículo, propician que entre las 4800 y 6400 rpm proporcione unas buenas prestaciones. Acelera de 0 a 100 km/h (62,1 mph) en 7.9 segundos, con un consumo de unos 8 L/100 km (12,5 km/L; 29,4 mpgAm).
El MR2 original de la primera generación W10, nació como un vehículo de tipo targa con techo duro desmontable, es decir, con pilar B rígido y luneta trasera fija, algo que perduró en la segunda generación W20. En la tercera, se transformó en un roadster y a la vez en el principal rival del Mazda MX-5 NB. Disponía de una capota de lona manual, pero mantuvo la ubicación central-trasera del motor.
Destacaba en carreteras de curvas gracias a su contenido peso y a su diferencial autoblocante Torsen, que le proporcionaba muy buena motricidad en las ruedas traseras. También contaba con una precisa dirección, que aunque no era especialmente directa, tenía 2.7 vueltas que, además, disponía de un buen tacto, al igual que la transmisión manual de cinco marchas. No tenía control de estabilidad (ESP) y sus frenos eran algo escasos, con discos de 255 mm (10,0 pulgadas) delante y 263 mm (10,4 pulgadas) detrás.
También se ofrecía con una transmisión manual secuencial "SMT" de cinco velocidades con el que se podía cambiar de marcha a través de la palanca o de unos pulsadores ubicados en el volante. Aunque tenía un funcionamiento suave, no resultaba recomendable, pues lastraba tanto las prestaciones del motor como la experiencia de conducción. Con esa caja sí disponía de ESP. Por otro lado, en 2003 llegó una reestilización en la que tanto la caja manual como la SMT, pasaron a tener seis marchas. También se modificaron las tapicerías, pilotos, parachoques, escape y se incluyeron rines de 16 pulgadas (40,6 cm) en el eje trasero, manteniendo las de 15 pulgadas (38,1 cm) en el delantero, ya que antes eran de 15 pulgadas (38,1 cm) en ambos ejes.
Como el motor no era demasiado potente, algunos clientes optaron por instalar el 2ZZGE de 1.8 litros VVTL-i con 192 CV (189 HP; 141 kW) que equipaba el Celica, para así ofrecer más potencia y que cabía perfectamente en el vano trasero, justo por detrás del habitáculo. Con este, lograba acelerar de 0 a 100 km/h (62,1 mph) en menos de 7 segundos.
Aunque para muchos es considerada una variante tanto por el cambio de nombre, recibiendo distintas denominaciones según el país o el continente en el que se adquiera, como por el cambio estético, siendo más pequeño y descapotable. La opinión acerca de este nuevo enfoque fue bastante dividida, ya que se encontraban los que apoyaban el cambio debido a las buenas prestaciones y manejo del vehículo, además de la apariencia más sofisticada y sencilla que este nuevo modelo poseía; y por otro lado, se encontraban los que entendían que se debería haber conservado la imagen y la historia del modelo original, siguiendo la línea de las dos generaciones anteriores, las cuales consiguieron diferenciar a este modelo de otros deportivos de la época.

### Ediciones especiales

#### V-Edition
Cesaron las exportaciones a Estados Unidos en 2004, principalmente debido a las bajas ventas y la dura competencia de otros fabricantes. Sin embargo, en Japón y el Reino Unido las ventas continuaban, aunque a una tasa más baja que cuando fue introducido en 1999. Toyota había decidido terminar la producción del MR2 a principios de 2007. Sin embargo, decidieron fabricar una última versión de edición limitada de 1000 unidades, llamada "V-Edition", siendo vendidas en el Reino Unido y Japón a mediados de enero. Estaba equipado con rines diferentes, nuevo paquete aerodinámico y un diferencial de deslizamiento limitado helicoidal, mientras que para el conductor tenía un nuevo volante de tres rayos, panel de instrumentos y acentos de titanio en el interior.

#### TF300
Fue en el Reino Unido donde a finales de 2006, Toyota despidió a este modelo con una edición especial denominada "TF300", limitada a 300 unidades, que añadía un turbocompresor al motor 1ZZ-FED, elevando la potencia a 185 CV (182 HP; 136 kW).

#### VM180 Zagato

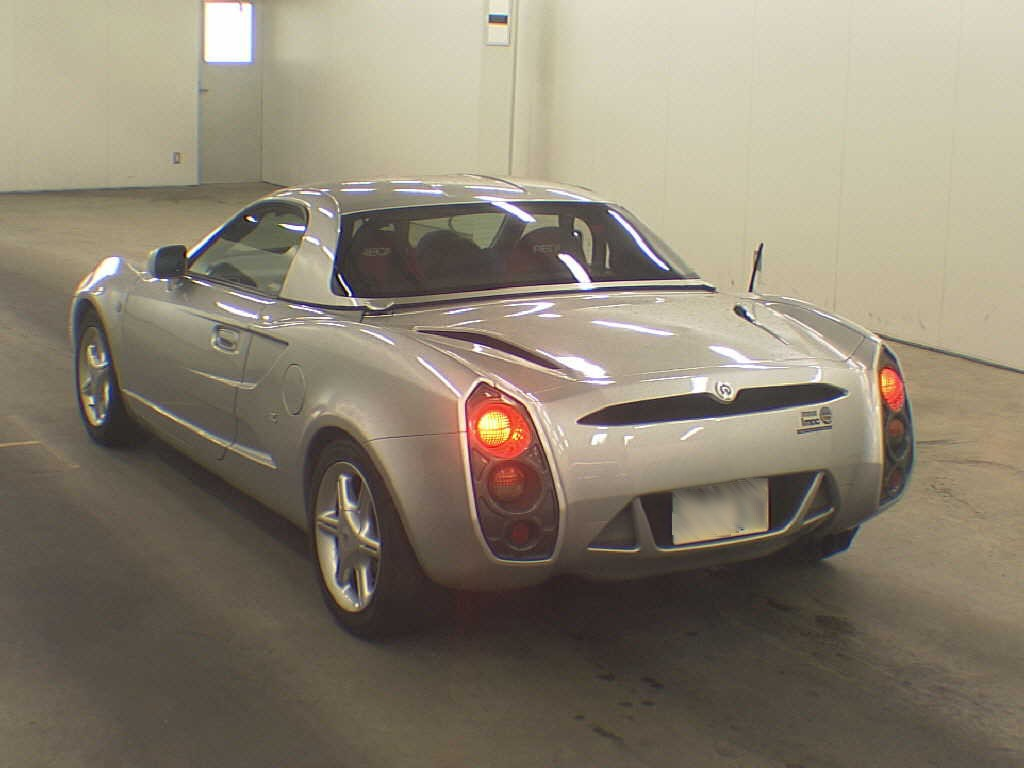
Vista trasera 3/4 del VM180 Zagato

Basado en el MR-S, pero con varias modificaciones importantes de la empresa italiana, el VM180 era un vehículo bastante raro y difícil de ver. De hecho, solamente se construyeron 100 unidades por Toyota Modelista International (TMI), vendidas únicamente en Japón en 2001.
En el exterior, los elementos de diseño de Zagato eran visibles, lo que hace que tuviera un aspecto bastante diferente del MR2 estándar de tercera generación, un vehículo con un diseño original bastante llamativo.
Encabezado por los faros de tres niveles rodeados de un tenue elemento azul y las enormes tomas de aire en la parte inferior del parachoques, el frontal tenía un aspecto intrigante. La parte trasera es igual de interesante, encabezada por los pilotos verticales y un pequeño difusor con una gran salida de escape.
Los cambios en el habitáculo no eran tan radicales, ya que lo único a destacar era el nuevo volante y los asientos bitono, tapizados en cuero negro y rojo. El interior no fue donde el carrocero trabajó más. Detrás de los asientos, también recibió mejoras, aunque solamente puntuales.
El motor original se afinó para obtener 15 CV (11 kW) adicionales, hasta conseguir un total de 155 CV (153 HP; 114 kW) y un par máximo de 178 N·m (131 lb·pie). Estaba acoplado a una transmisión automática de cinco velocidades.

### Especificaciones
| Diámetro x carrera                    | 79 x 91,5 mm (3,11 x 3,60 pulgadas)                    |
| Relación de compresión                | 10.0:1                                                 |
| Distribución                          | DOHC 16 válvulas, con VVT-i                            |
| Alimentación                          | Inyección multipunto secuencial, naturalmente aspirado |
| Potencia máxima                       | 140 CV (138 HP; 103 kW) @ 6400 rpm                     |
| Par máximo                            | 170 N·m (125 lb·pie) @ 4200 rpm                        |
| Capacidad del depósito de combustible | 48 litros (12,7 galAm)                                 |
| Sistema de lubricación                | Cárter húmedo                                          |
| Emisiones de CO2 (ciclo NEDC)         | 178 g (6,3 onzas)/km                                   |

## En competición

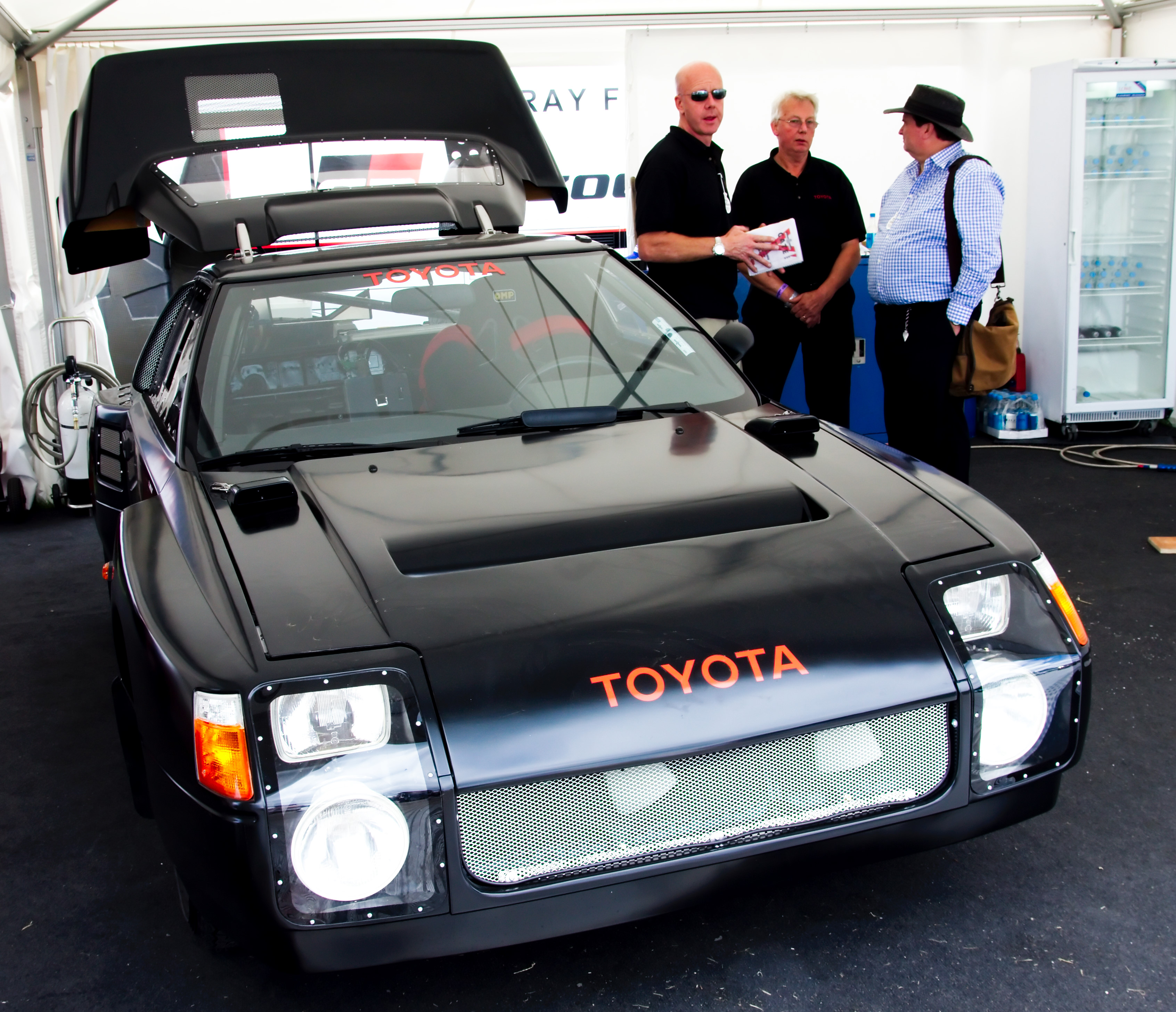
Toyota MR2 222D del Grupo S del WRC.

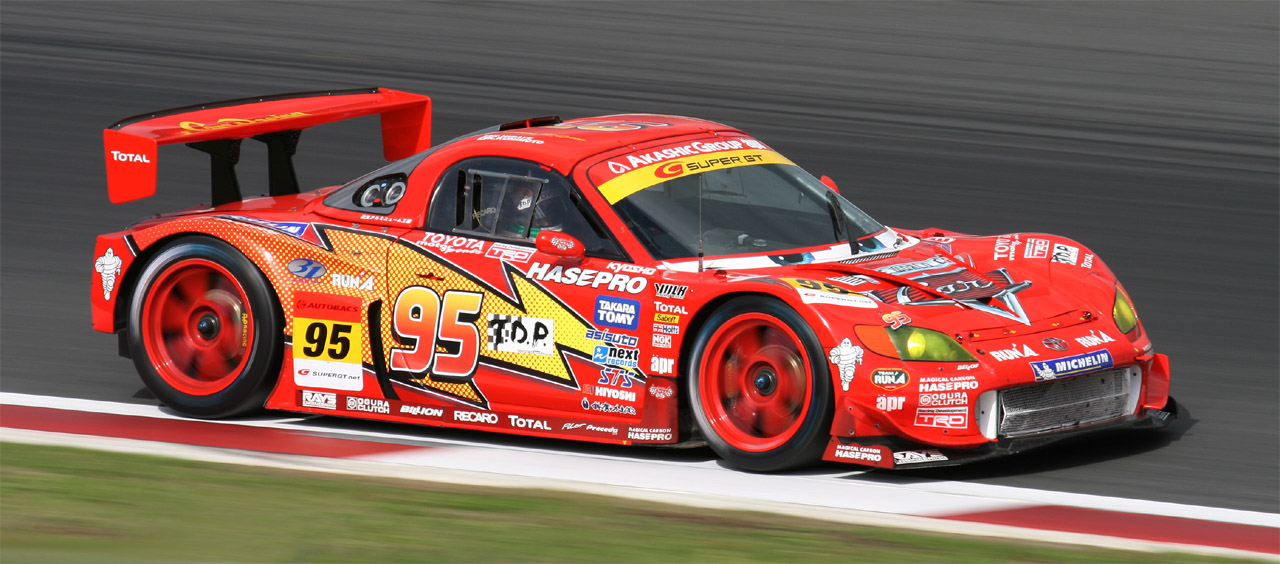
MR-S "Rayo McQueen" en la Super GT de 2008, pilotado por Kohei Hirate en el Fuji Speedway. El auto ganó la carrera en la clase GT300

Se convirtió en un deportivo extremo cuando en Toyota Motorsport GmbH (TMG), con sede en Colonia (Alemania), empezó a experimentar sobre el modelo. Entre estos, destacaban el radical concepto desarrollado con tecnología derivada de la Fórmula 1, el cual se convirtió en la superestrella del Salón del automóvil de Essen de 2001. Bajo el nombre de "Toyota MR2 Street Affair", reforzó sus prestaciones hasta los 258 CV (254 HP; 190 kW) y lucía una combinación de colores rojo y blanco derivada del monoplaza que por aquel entonces tenía Toyota en el Campeonato Mundial de Fórmula 1, acompañado de gran tecnología derivada, como la carrocería de fibra de vidrio con toques de fibra de carbono o la ausencia de puertas, que habían sido reemplazadas por unas cubiertas superiores para facilitar el acceso al habitáculo.
En la primavera de 2002, el MR2 Competition debutó con una pintura blanca y adhesivos laterales con la leyenda "Toyota Motorsport". El modelo causó una sensación mayor. Parte de la entrega a los primeros compradores, constó de un recorrido por la fábrica de Fórmula 1 de Toyota Motorsport.
En el Campeonato Grand Touring, que más tarde pasó a ser el Super GT Japonés, el MR2 demostró sus cualidades dinámicas en comparación con los superdeportivos europeos.
Para la temporada final de 2008 en el Super GT, que ya fue un año después del final de la producción en serie del MR2, el MR2-S apareció como una llamativa decoración Rayo McQueen, patrocinada por Disney de Japón y el propio fabricante.

## El futuro
Toyota se asoció con BMW para revivir el Supra y también compartió los costes de desarrollo del GT86 con Subaru. Así, Tetsuya Tada, ingeniero jefe de Toyota y padre de los dos modelos con más espíritu de la marca, afirmó durante una conversación sobre su intención de revivir el MR2 con la ayuda de Porsche.
Tanto el Porsche Boxster como el Cayman siguen siendo la referencia a batir dentro del segmento. Combinar la calidad de construcción de Toyota con la tecnología y la puesta a punto de Porsche a un precio asequible, es suficiente para imaginarlo. Sin embargo, una cosa es decirlo y otra muy distinta hacerlo. La asociación entre Porsche y Toyota en un nuevo MR2 sería espectacular, pero no tiene mucho sentido.
Tada no ha dado más información sobre el supuesto nuevo MR2 y el mismo entrevistador señala que no podemos fiarnos al 100%. Por otro lado, teniendo en cuenta la voluntad de Toyota de unirse con otros fabricantes para reducir costes y acelerar el desarrollo de coches, tampoco parece imposible. La firma quiere abandonar la concepción de fabricante de "electrodomésticos con ruedas".